# ニッポン人の頭の中
『ニッポン人の頭の中』（にっぽんじんのあたまのなか）は、2023年（令和5年）10月21日から2024年（令和6年）3月30日まで日本テレビ他で放送されていたバラエティ番組。

## 概要
2023年9月をもって終了した『ゼロイチ・第1部』の後番組として放送を開始した。
番組内容は、SNSを含む日常から多彩なデータをもとに日本人の本当の頭の中を可視化していくものである。
2024年1月19日付の一部スポーツ新聞に、進行役の藤井貴彦が日本テレビを同年春に退社すること等を受けて「本番組が同年3月末を以て終了」とする記事が掲載された。2024年3月7日に日本テレビから正式発表があり「オー!マイゴッド!私だけの神様、教えます」が後番組と決まった。
2024年3月9日の19:00 - 20:54に全国ネットで放送された。

## 出演者
- 有田哲平（くりぃむしちゅー）
- 藤井貴彦（当時日本テレビアナウンサー）

## ネット局

### レギュラー版
| 放送対象地域 | 放送局                | 系列           | 放送期間         | 放送日時                     | ネット状況 | 備考       |
| ------------ | --------------------- | -------------- | ---------------- | ---------------------------- | ---------- | ---------- |
| 関東広域圏   | 日本テレビ（NTV）     | 日本テレビ系列 | 2023年10月21日 - | 土曜 10:30 - 11:25           | 【制作局】 | 【制作局】 |
| 石川県       | テレビ金沢（KTK）     | 日本テレビ系列 | 2023年10月21日 - | 土曜 10:30 - 11:25           | 同時ネット |            |
| 中京広域圏   | 中京テレビ（CTV）     | 日本テレビ系列 | 2023年12月2日 -  | 土曜 10:30 - 11:25           | 同時ネット | [ 注 1 ]   |
| 静岡県       | 静岡第一テレビ（SDT） | 日本テレビ系列 | 2023年11月5日 -  | 日曜 0:55 - 1:50（土曜深夜） | 遅れネット |            |

過去のネット局
- 広島テレビ - 2023年10月21日の初回のみ同時ネットで放送した。

## スタッフ
●=レギュラー版から
- 企画・演出：那須太輔
- ナレーター：杉野真実（●、日本テレビアナウンサー）、畑下由佳（●、日本テレビアナウンサー）
- 構成：桜井慎一、橋本俊哉、西村英樹
- TM：川合亮
- SW：渡邉滋雄【週替り】
- SW/CAM：日向野崇【週替り、回によって異なる】
- CAM：佐原陽平（●）【週替り】
- MIX：中野裕介、坪井翔馬（坪井→●）【週替り】
- VE：岡本卓也、鬼頭知佐、山口郁馬、山口考志、竹内萌江、鈴木昭博（共に●）【週替り】
- 照明：栗山真純（●）
- 美術プロデューサー：大川明子
- デザイン：北原龍一
- 美術進行：中島杏実（●）
- 大道具：大川啓介（●）
- 電飾：平ノ内厚夫
- 小道具：辻光久
- メイク：奥松かつら
- 技術協力：NiTRO、ヌーベルバーグ、ヌーベルアージュ【毎週】、東京オフラインセンター（東京→●）【週替り】
- 美術協力：日テレアート
- 編集：泉舘雄介
- タイトル：平池優太
- MA：平山達也（●）
- 音効：鶴巻香奈、西谷香澄（西谷→●）
- 協力：アフロ
- デスク：山田雅子（●）
- TK：長坂真由美
- ディレクター：西岡正純、中野郁奈【毎週】、山本彩加、及部弘右平、河野拓海、長田雄磨、久保田廉矢、藁科啓、内田誠司、伊差川竜也、松尾俊哉、久保田奈津子、磯田裕介、大塚哉太、稲葉一馬、大野涼平/柘植日向子、河井知佳、藤木隆介、舟根佳祐、白旗萌朔、平石圭吾、趙成京、多富一英、田中美有、太田優衣、山本祥光、早川和香、市川就人、山田樹里、當寺盛佑哉、細川大輔、春日信也、吉田里菜（河井・長田以外→●）【週替り】
- ディレクター/演出：齋藤直人【週替り、回によって異なる】
- 演出：久島拓也、松尾郁弥、雨宮佑介、山越由貴（松尾以外→●、久島→パイロット版はディレクター）【週替り】
- プロデューサー：岩崎小夜子、徐真然【毎週】、鈴木和昭、右京美穂、橋本直美、川俣和也、池田大史/小林梨菜、大脇光貴、張瑋容(いよう)、横山優花、大岡美由奈、三浦正幸、丸山由衣（岩崎・鈴木・右京以外→●）【週替り】
- チーフプロデューサー：遠藤正累
- 制作協力：AXON、てっぱん（てっぱん→●）
- 製作著作：日テレ

### 過去のスタッフ
- 構成：髙崎淳平（パイロット版）
- VE：柳原拓実（パイロット版）
- 照明：粂野高央（パイロット版）
- 美術進行：上田貴博（パイロット版）
- 大道具：鷲嵜季映（パイロット版）
- 電飾：福地愛花（パイロット版）
- 編集：金子愛（パイロット版）
- MA：元木綾美（パイロット版）
- 音効：保苅智子（パイロット版）
- 協力：Yahoo! JAPAN、秋山庄太郎写真芸術館（共にパイロット版）
- デスク：田口美和子（パイロット版）
- ディレクター：深谷莉菜/湯本夏輝、桑島知大（共にパイロット版）

## 放送休止・放送時間変更
2023年
- 12月23日：『ぶらり途中下車の旅 年末!!京都2時間SP』（9:25 - 11:25）を放送[注 2]のため休止。
- 12月30日：『上田と女が吠える夜!特別版』（10:30 - 11:25）を放送のため休止。

2024年
- 1月6日：『第102回高校サッカー選手権大会 準決勝直前番組』（仮題）（10:30 - 11:25）を放送のため休止。